# Lokalpatriotisme
Lokalpatriotisme er en fædrelandskærlighed, som er begrænset til det lokale område eller – måske mere præcist – til den lokale subkultur. Som fædrelandskærlighed kan lokalpatriotisme være positiv og mild med interessen lagt på det, som samler folk i lokalområdet: sprog, kultur, historie og samvær. I den udgave er lokalpatriotisme også i stand til at se og bearbejde egne mangler og begrænsninger.
Når lokalpatriotismen bliver negativ og aggressiv over for reelle eller indbildte modstandere, vendes interessen mod det, der opleves som truende, forkert eller latterligt hos "de andre". Den lokale kultur føles under pres, og der er ikke overskud til selvironi eller tilpasning.